# New York Film Critics Circle Award/Bester Nebendarsteller
Die Filmkritikervereinigung New York Film Critics Circle vergibt seit 1969 einen Preis für den Besten Nebendarsteller (Best Supporting Actor) in einem Spielfilm.

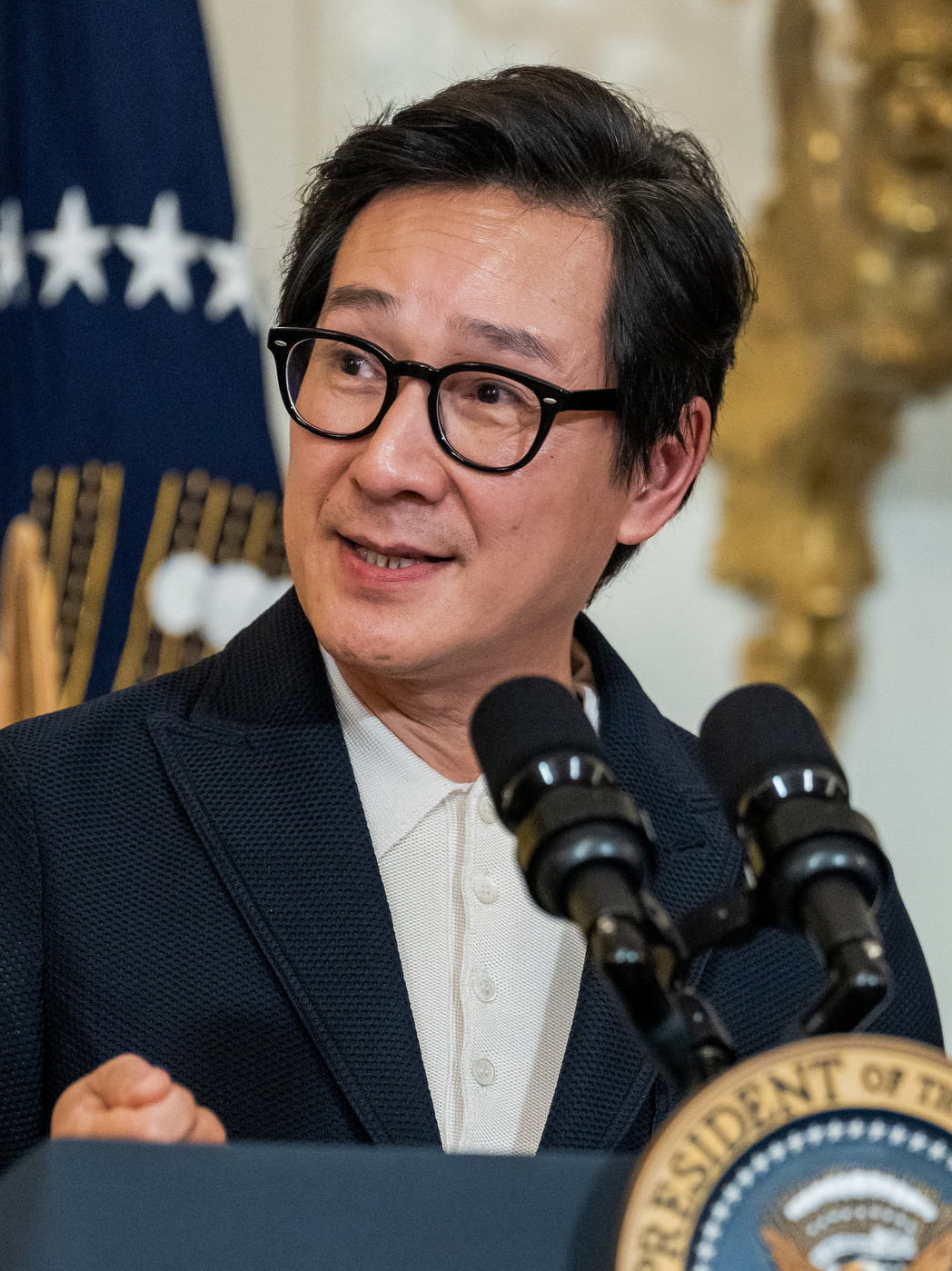
Preisträger 2023: Ke Huy Quan (Everything Everywhere All at Once)

## Hintergrund
Am erfolgreichsten in dieser Kategorie war der US-amerikanische Schauspieler Jack Nicholson, der den Preis bisher zweimal gewinnen konnte. 16-mal gelang es der Filmkritikervereinigung, vorab den Oscar-Gewinner zu präsentieren, zuletzt 2016 geschehen mit dem Sieg des US-Amerikaners Mahershala Ali (Moonlight).
Schauspieler aus dem deutschsprachigen Raum waren bislang dreimal erfolgreich: 1977 Maximilian Schell (Julia), 1985 Klaus Maria Brandauer (Jenseits von Afrika) und 2009 Christoph Waltz (Inglourious Basterds).

## Preisträger
Die Jahreszahlen der Tabelle nennen die bewerteten Filmjahre, die Preisverleihungen fanden jeweils im Folgejahr statt.
| Jahr | Preisträger           | Originaltitel                                     | Deutscher Titel                                    |
| ---- | --------------------- | ------------------------------------------------- | -------------------------------------------------- |
| 1969 | Jack Nicholson        | Easy Rider                                        | Easy Rider                                         |
| 1970 | Chief Dan George      | Little Big Man                                    | Little Big Man                                     |
| 1971 | Ben Johnson *         | The Last Picture Show                             | Die letzte Vorstellung                             |
| 1972 | Robert Duvall         | The Godfather                                     | Der Pate                                           |
| 1973 | Robert De Niro        | Bang the Drum Slowly                              | Das letzte Spiel                                   |
| 1974 | Charles Boyer         | Stavisky…                                         | Stavisky                                           |
| 1975 | Alan Arkin            | Hearts of the West                                | Im Herz des Wilden Westens                         |
| 1976 | Jason Robards *       | All the President’s Men                           | Die Unbestechlichen                                |
| 1977 | Maximilian Schell     | Julia                                             | Julia                                              |
| 1978 | Christopher Walken *  | The Deer Hunter                                   | Die durch die Hölle gehen                          |
| 1979 | Melvyn Douglas *      | Being There                                       | Willkommen Mr. Chance                              |
| 1980 | Joe Pesci             | Raging Bull                                       | Wie ein wilder Stier                               |
| 1981 | John Gielgud *        | Arthur                                            | Arthur – Kein Kind von Traurigkeit                 |
| 1982 | John Lithgow          | The World According to Garp                       | Garp und wie er die Welt sah                       |
| 1983 | Jack Nicholson *      | Terms of Endearment                               | Zeit der Zärtlichkeit                              |
| 1984 | Ralph Richardson      | Greystoke: The Legend of Tarzan, Lord of the Apes | Greystoke – Die Legende von Tarzan, Herr der Affen |
| 1985 | Klaus Maria Brandauer | Out of Africa                                     | Jenseits von Afrika                                |
| 1986 | Daniel Day-Lewis      | My Beautiful Laundrette                           | Mein wunderbarer Waschsalon                        |
| 1986 | Daniel Day-Lewis      | A Room with a View                                | Zimmer mit Aussicht                                |
| 1987 | Morgan Freeman        | Street Smart                                      | Glitzernder Asphalt                                |
| 1988 | Dean Stockwell        | Married to the Mob                                | Die Mafiosi-Braut                                  |
| 1988 | Dean Stockwell        | Tucker: The Man and His Dream                     | Tucker                                             |
| 1989 | Alan Alda             | Crimes and Misdemeanors                           | Verbrechen und andere Kleinigkeiten                |
| 1990 | Bruce Davison         | Longtime Companion                                | Freundschaft fürs Leben                            |
| 1991 | Samuel L. Jackson     | Jungle Fever                                      | Jungle Fever                                       |
| 1992 | Gene Hackman *        | Unforgiven                                        | Erbarmungslos                                      |
| 1993 | Ralph Fiennes         | Schindler’s List                                  | Schindlers Liste                                   |
| 1994 | Martin Landau *       | Ed Wood                                           | Ed Wood                                            |
| 1995 | Kevin Spacey *        | Outbreak                                          | Outbreak – Lautlose Killer                         |
| 1995 | Kevin Spacey *        | Swimming With Sharks                              | Unter Haien in Hollywood                           |
| 1995 | Kevin Spacey *        | Seven                                             | Sieben                                             |
| 1995 | Kevin Spacey *        | The Usual Suspects                                | Die üblichen Verdächtigen                          |
| 1996 | Harry Belafonte       | Kansas City                                       | Kansas City                                        |
| 1997 | Burt Reynolds         | Boogie Nights                                     | Boogie Nights                                      |
| 1998 | Bill Murray           | Rushmore                                          | Rushmore                                           |
| 1999 | John Malkovich        | Being John Malkovich                              | Being John Malkovich                               |
| 2000 | Benicio del Toro *    | Traffic                                           | Traffic – Macht des Kartells                       |
| 2001 | Steve Buscemi         | Ghost World                                       | Ghost World                                        |
| 2002 | Dennis Quaid          | Far from Heaven                                   | Dem Himmel so fern                                 |
| 2003 | Eugene Levy           | A Mighty Wind                                     | k. A.                                              |
| 2004 | Clive Owen            | Closer                                            | Hautnah                                            |
| 2005 | William Hurt          | A History of Violence                             | A History of Violence                              |
| 2006 | Jackie Earle Haley    | Little Children                                   | Little Children                                    |
| 2007 | Javier Bardem *       | No Country for Old Men                            | No Country for Old Men                             |
| 2008 | Josh Brolin           | Milk                                              | Milk                                               |
| 2009 | Christoph Waltz *     | Inglourious Basterds                              | Inglourious Basterds                               |
| 2010 | Mark Ruffalo          | The Kids Are All Right                            | The Kids Are All Right                             |
| 2011 | Albert Brooks         | Drive                                             | Drive                                              |
| 2012 | Matthew McConaughey   | Magic Mike                                        | Magic Mike                                         |
| 2012 | Matthew McConaughey   | Bernie                                            | Bernie – Leichen pflastern seinen Weg              |
| 2013 | Jared Leto *          | Dallas Buyers Club                                | Dallas Buyers Club                                 |
| 2014 | J. K. Simmons *       | Whiplash                                          | Whiplash                                           |
| 2015 | Mark Rylance *        | Bridge of Spies                                   | Bridge of Spies – Der Unterhändler                 |
| 2016 | Mahershala Ali *      | Moonlight                                         | Moonlight                                          |
| 2017 | Willem Dafoe          | The Florida Project                               | The Florida Project                                |
| 2018 | Richard E. Grant      | Can You Ever Forgive Me?                          | Can You Ever Forgive Me?                           |
| 2019 | Joe Pesci             | The Irishman                                      | The Irishman                                       |
| 2020 | Chadwick Boseman      | Da 5 Bloods                                       | Da 5 Bloods                                        |
| 2021 | Kodi Smit-McPhee      | The Power of the Dog                              | The Power of the Dog                               |
| 2022 | Ke Huy Quan           | Everything Everywhere All at Once                 | Everything Everywhere All at Once                  |
| 2023 | Charles Melton        | May December                                      | May December                                       |